# The Monsterican Dream
A The Monsterican Dream a finn Lordi 2004-ben kiadott második nagylemeze. Az album tizenhárom dalt tartalmaz, az első dal viszont csak egy amolyan intro vételű felvétel, nem konkrét szám.
Az albumon található tizenhárom felvétel közül a két legjobbnak bizonyult darab, a videóklipen rögzített Blood Red Sandman, és a videóba nem helyezett, de nagyon sikeres dal, a The Children of the Night. Persze a Lordihoz méltóan, most is adtak ki kislemezeket. Egyik (My Heaven Is Your Hell) még a nagylemez megjelenése előtt kijött. A Blood Red Sandman, már csak azután, hogy sikert aratott volna a videóklippel.

## Zene
Az albumot, Hiili Hiilsema producerelte. A felvételek 2003-ban, és 2004-ben zajlottak le, a Finnvox stúdióban, Helsinkiben, ugyanúgy, mint a Get Heavy esetén. Ebből a lemezből, csak fele annyi fogyott Finnországban, mint elődjéből. A korongból a zenekar saját hazájában, csak 33 000 példányt értékesített.

## Helyezések
| Ország     | Helyezés (2004) |
| ---------- | --------------- |
| Finnország | 4               |

## Tartalma
1. Theatrical Trailer – 1:09
2. Bring It On (The Raging Hounds Return) – 4:35
3. Blood Red Sandman – 4:03
4. My Heaven Is Your Hell – 3:41
5. Pet the Destroyer – 3:51
6. The Children of the Night – 3:45
7. Wake the Snake – 3:47
8. Shotgun Divorce – 4:42
9. Forshaken Fashion Dolls – 3:44
10. Haunted Town – 3:10
11. Fire in the Hole – 3:28
12. Magistra Nocte – 1:33
13. Kalmageddon – 4:33

## A tagok
- Mr. Lordi – ének
- Amen – gitár
- Enary – billentyűs hangszerek
- Kita – dob
- Kalma – basszusgitár

## Kislemezek
- My Heaven Is Your Hell

1. My Heaven Is Your Hell – 3:41
2. Wake the Snake – 3:47

- Blood Red Sandman

1. Blood Red Sandman – 4:03
2. To Hell With Pop – 4:24
3. Pyromite – 4:49